# اناکارا-هائوت
اناکارا-هائوت (به لاتین: Enakara-Haut) یک منطقهٔ مسکونی در ماداگاسکار است که در توآلانارو واقع شده‌است. اناکارا-هائوت ۴۲۱ کیلومتر مربع مساحت و ۷٬۰۰۰ نفر جمعیت دارد.